# 시오가마시
시오가마시(일본어: 塩竈市)는 일본 미야기현에 있는 시이다. 항구도시이자 무쓰국 이치노미야·시오가마 신사의 몬젠마치로 발전하고 있다. 竈자는 동일한 발음인 釜자로 간편하게 사용되기도 한다.

## 지리
미야기현의 거의 중앙, 센다이시와 마쓰시마섬의 중간에 위치하고 센엔 지구의 중심지 중 하나이다. 마쓰시마만과 마쓰시마 구릉에 둘러싸여 있고 평지의 대부분은 매립지이다. 시가지는 매립지가 60%, 구릉지가 40%이다. 이 좁은 가주지에 밀집하여 사람이 살고 있기 때문에 로드사이드점 출점에 적절한 토지가 없다. 그 때문에 감반 정책으로 토지에 여유가 있던 리후정과 다카조시에 로드사이드점이 많이 진출하게 되어 센엔 지구 상업 중심지의 지위를 빼앗겨 시오가마시 중심부 뿐만 아니라 교외부의 상업도 침체하고 있다.

## 역사
- 1889년 4월 1일 - 정촌제 시행과 함께 미야기군 시오가마정이 성립하였다.
- 1938년 9월 1일 - 다가조촌·시치가하마촌의 일부를 편입하였다.
- 1941년 11월 23일 - 시오가마시가 성립하였다.
- 1950년 4월 1일 - 우라도촌을 편입하였다.

## 경제
경제 상황은 어렵고 시내 상점가에는 폐쇄된 점포가 눈에 띈다. 이는 다카조시, 리후정과 같은 주변 지역이나 교외에 대형 쇼핑센터가 차례차례로 탄생해 수요를 빼앗겼기 때문이다. 관광 활성화를 통한 경제발전을 위해 설치된 여객선 터미널인 마린 게이트 시오가마도 세입자가 차례차례로 퇴거해 적자 경영이 계속되고 있다.
수산업이 번성하고 참치의 어획량, 어묵 등 어육 가공식품의 생산은 일본 제일이다. 또 1km 이내의 초밥집 점포 수, 인구당 초밥집 점포 수도 일본에서 제일 많다.

## 교통

### 철도
- 동일본 여객철도
  - 도호쿠 본선
  - 센세키선

### 도로
- 국도 45호선

## 인구
| 연도 | 인구   | ±%    |
| ---- | ------ | ----- |
| 1970 | 59,772 | —     |
| 1980 | 61,040 | +2.1% |
| 1990 | 62,025 | +1.6% |
| 2000 | 61,547 | −0.8% |
| 2010 | 56,490 | −8.2% |
| 2020 | 52,203 | −7.6% |

## 기후
| 시오가마시의 기후                                            | 시오가마시의 기후 | 시오가마시의 기후 | 시오가마시의 기후 | 시오가마시의 기후 | 시오가마시의 기후 | 시오가마시의 기후 | 시오가마시의 기후 | 시오가마시의 기후 | 시오가마시의 기후 | 시오가마시의 기후 | 시오가마시의 기후 | 시오가마시의 기후 | 시오가마시의 기후 |
| 월                                                           | 1월               | 2월               | 3월               | 4월               | 5월               | 6월               | 7월               | 8월               | 9월               | 10월              | 11월              | 12월              | 연간              |
| ------------------------------------------------------------ | ----------------- | ----------------- | ----------------- | ----------------- | ----------------- | ----------------- | ----------------- | ----------------- | ----------------- | ----------------- | ----------------- | ----------------- | ----------------- |
| 역대 최고 기온 °C (°F)                                       | 14.4 (57.9)       | 20.7 (69.3)       | 21.3 (70.3)       | 30.0 (86.0)       | 30.9 (87.6)       | 34.2 (93.6)       | 35.5 (95.9)       | 35.8 (96.4)       | 35.7 (96.3)       | 28.5 (83.3)       | 23.5 (74.3)       | 20.7 (69.3)       | 35.8 (96.4)       |
| 일평균 최고 기온 °C (°F)                                     | 4.4 (39.9)        | 5.2 (41.4)        | 8.9 (48.0)        | 14.5 (58.1)       | 19.3 (66.7)       | 22.3 (72.1)       | 25.7 (78.3)       | 27.4 (81.3)       | 24.1 (75.4)       | 18.8 (65.8)       | 13.0 (55.4)       | 7.1 (44.8)        | 15.9 (60.6)       |
| 일일 평균 기온 °C (°F)                                       | 0.9 (33.6)        | 1.3 (34.3)        | 4.4 (39.9)        | 9.6 (49.3)        | 14.6 (58.3)       | 18.3 (64.9)       | 22.0 (71.6)       | 23.5 (74.3)       | 20.3 (68.5)       | 14.8 (58.6)       | 8.8 (47.8)        | 3.4 (38.1)        | 11.8 (53.3)       |
| 일평균 최저 기온 °C (°F)                                     | −2.1 (28.2)       | −2.0 (28.4)       | 0.5 (32.9)        | 5.4 (41.7)        | 10.8 (51.4)       | 15.2 (59.4)       | 19.3 (66.7)       | 20.7 (69.3)       | 17.2 (63.0)       | 11.2 (52.2)       | 5.0 (41.0)        | 0.2 (32.4)        | 8.5 (47.2)        |
| 역대 최저 기온 °C (°F)                                       | −9.6 (14.7)       | −9.5 (14.9)       | −6.2 (20.8)       | −2.8 (27.0)       | 0.5 (32.9)        | 7.9 (46.2)        | 11.1 (52.0)       | 12.9 (55.2)       | 6.9 (44.4)        | 2.2 (36.0)        | −3.1 (26.4)       | −7.8 (18.0)       | −9.6 (14.7)       |
| 평균 강수량 mm (인치)                                        | 38.3 (1.51)       | 31.8 (1.25)       | 71.2 (2.80)       | 87.9 (3.46)       | 101.8 (4.01)      | 130.0 (5.12)      | 170.2 (6.70)      | 130.5 (5.14)      | 172.1 (6.78)      | 140.2 (5.52)      | 60.3 (2.37)       | 40.6 (1.60)       | 1,175 (46.26)     |
| 평균 강수일수 (≥ 1.0 mm)                                     | 6.0               | 5.8               | 7.5               | 8.4               | 9.4               | 11.0              | 13.8              | 11.1              | 11.2              | 8.5               | 6.5               | 6.5               | 105.7             |
| 평균 월간 일조시간                                           | 153.5             | 161.1             | 182.4             | 193.1             | 190.1             | 145.3             | 134.9             | 149.8             | 135.0             | 144.8             | 143.3             | 133.2             | 1,871.3           |
| 출처: 일본 기상청 (평년값: 1991년~2020년, 극값: 1976년~현재) |                   |                   |                   |                   |                   |                   |                   |                   |                   |                   |                   |                   |                   |

## 주요 인물
- 다카하시 히토미(高橋 瞳)